# Sct. Laurentii Gade (Ribe)
Sct. Laurentii Gade er en gade i Ribe, der løber fra Skovgade i syd op til Erik Menvedsgade i nord.
Mod syd, hvor gaden går over i Skovgade, støder også Gråbrødre Torv til. Omkring dette område, hvor alderdomshjemmet Områdecenter Dagmargården holder til, lå engang et gråbrødrekloster.
Klosteret menes at være skiftet i 1232, som det første til danske franciskanerbo. Johannes Scolasticus var grundlægger af klosteret. Ribebispen Gunnar havde et tæt forhold til klosteret og da han nedlagde bispestaven i 1246, trådte han ind i klosteret og boede der til sin død i 1249.
I 1280 indvies klosterkirken til Sct. Laurentius. 
Klosteret menes at være af en anselig størrelse og inklusiv kirke og kirkegård, har optaget en del af arealet, hvor vi i dag finder Korsbrødregade, Nygade og Gråbrødregade. Kirken var med spir og forholdene omkring kloster og kirke var så finde, at det kunne huse landets fornemmeste. Således afholdt Christoffer Bayern retterting i klosteret d. 7. januar 1443, få dage efter at han havde ladet sig krone og salve i Ribe Domkirke.
Kirken blev nedlagt i forbindelse med reformationen i 1537, hvor også nedbrydningen af klosteret går i gang. En overgang menes klosterets bygninger at være benyttet som tilflugtssted for flygtende munke fra hele Jylland.
I 1560 overlod kongen grunden til ripenserne som kvægtog og i 1560 fik de lov atter at bygge på grunden.
I 1993 fastslår Antikvarisk Samling via udgravninger 100%, hvor klosteret lå og man finder også den tilhørende kirkegård, der indeholder 500 grave. Tvivlsspørgsmål omkring hvorvidt bygninger og kirkegårde var tilhørende Gråbrødre kloster eller Sct. Clemens Kirke er dermed opklaret.